# Мяликкяля
Мя́ликкяля (фин. Mälikkälä) — один из районов города Турку, входящий в округ Лянсикескус.

## Географическое положение
Район расположен к северо-западу от центральной части Турку.

## Население
В 2004 году численность население района составляла 1608 человек, из которых дети моложе 15 лет — 15,49 %, а старше 65 лет — 22,70 %. Финским языком в качестве родного владели 95,52 %, шведским — 3,79 %, а другими языками — 0,68 % населения района.